# Жюньяк, Жак Бегунь де
Жак Бегунь де Жюньяк (фр. Jacques Begoügne de Juniac; 1762—1841) — французский военный деятель, генерал-майор (1814 год), барон (1809 год), участник революционных и наполеоновских войн.

## Биография
Родился в семье фабриканта Поля Бегуня де Жюньяка и его супруги Терезы Мишель. 12 мая 1779 года в возрасте 16 лет вступил жандармом в Королевскую гвардию, и служил в данном подразделении до его роспуска в 1783 году. 5 октября вернулся к семье, однако уже 2 июля 1784 года зачислен простым гренадером в пехотный полк Булонне. 15 июня 1791 года — сержант гренадерской роты 79-го пехотного полка, служил в Альпийской армии, отличился в сражении 3 июня 1793 года при Бур-Сен-Морисе, где во главе 50 егерей в течение пятидесяти часов отчаянно защищал мост от непрерывных атак неприятеля, был ранен пулей в грудь и несколькими сабельными ударами в голову, после чего окружённый превосходящими врагами попал в плен. 5 октября 1793 года получил свободу в процессе обмена военнопленными. В мае 1794 года в составе Итальянской армии отличился на аванпостах у горы Вале, недалеко от Малого Сен-Бернара, где захватил 2000 пленных и 8 орудий. Попросил перевода в кавалерию, и в октябре был зачислен в 13-й гусарский полк, в январе 1795 года произведён в капитаны. 7 мая 1796 года ранен пулей в бедро при переходе через По. С 20 мая 1796 года командир роты 1-го гусарского полка, 24 февраля 1797 года получил штыковой удар в правую руку при переходе через Пьяву у Ловадины, где вынудил сложить оружие роту хорватской пехоты. В 1800 году сражался под командой генерала Мюрата в авангарде Резервной армии, 5 января отличился в атаке на мост в Пьяченце, а 14 июня в сражении при Маренго.
Принимал участие в Австрийской кампании 1805 года в составе дивизии Дюпона, отличился при Хаслахе. При Йене 1-й гусарский выполнял функцию эскорта Императора. С 1 декабря сражался в составе бригады Мийо, 26 декабря отличился в сражении при Голымине, где храбро атаковал русскую кавалерию и захватил штандарт. 6 января 1807 года возглавил 1-й гусарский. Ранен 6 февраля при Гофе, сражался при Эйлау, Гейльсберге и Фридланде.
В октябре 1808 года с полком переведён в состав Армии Испании, затем в составе Армии Португалии, отличился в сражениях при Браге, Опорто и Сантилле. По причине ухудшения здоровья был вынужден 20 августа 1810 года оставить активную службу, имея в активе 18 военных кампаний и 14 ранений. 21 ноября 1810 года вышел в отставку.
При первой реставрации Бурбонов награждён почётным чином полевого маршала, во время «Ста дней» возвратился на службу и 3 апреля 1815 года назначен полковником штаба при генеральном инспекторе жандармерии, 19 мая 1815 года — полковник 21-го легиона жандармерии в Меце, 28 июля 1815 года вышел в отставку.

## Воинские звания
- Капрал (22 апреля 1785 года);
- Сержант (1 мая 1785 года);
- Младший лейтенант (22 мая 1792 года);
- Лейтенант (26 октября 1794 года);
- Капитан (31 января 1795 года);
- Командир эскадрона (16 сентября 1805 года);
- Полковник (6 января 1807 года);
- Генерал-майор (1814 год).

## Титулы

- Барон де Жюньяк и Империи (фр. baron de Juniac et de l'Empire; декрет от 19 марта 1808 года, патент подтверждён 10 февраля 1809 года).

## Награды
Легионер ордена Почётного легиона (18 декабря 1803 года)
 Офицер ордена Почётного легиона (7 января 1807 года)
 Кавалер ордена Железной короны (8 октября 1808 года)
 Кавалер баварского военного ордена Максимилиана Иосифа (14 июля 1810 года)
 Кавалер военного ордена Святого Людовика (17 сентября 1814 года)